# 조선공산주의 운동
조선공산주의운동(朝鮮共産主義運動)은 20세기 초부터 광복 이후까지 조선인 공산주의자들이 국권회복과 민족국가 건설을 위해 벌인 사회주의계 독립운동의 통칭이다. 대한제국 말, 일제강점기. 군정기를 지나며 활발히 활동했으나, 대한민국에 반공정부가 수립되고 조선민주주의인민공화국에서 김일성의 대규모 숙청이 이뤄짐에 따라 막을 내렸다. 조선공산주의자들은 이념적, 지리적 이유로 다양한 파로 갈라져 있었으며, 그 중 대표적인 파는 다음과 같다.
- 엠엘파
- 화요파
- 서울파
- 상해파
- 연안파
- 소련파
- 국내파
- 빨치산파
- 남로당파
- 갑산파